# Saison 4 de Z Nation
Chronologie
Saison 3 Saison 5
La quatrième saison de Z Nation, série télévisée américaine, est constituée de treize épisodes diffusée du 29 septembre 2017 au 15 décembre 2017 sur Syfy, aux États-Unis.

## Synopsis
L'intrigue se déroule dans un monde post-apocalyptique envahi par des « Z » ou morts-vivants et où les rares survivants humains tentent tant bien que mal de rester en vie. L'unique espoir de l'humanité est Murphy, un ancien prisonnier. Un prototype de vaccin lui a été injecté contre sa volonté afin de contrer le « virus zombie » et est devenu la seule personne vivante connue à avoir survécu à des morsures de morts-vivants. Il est donc impératif de le garder en vie afin de produire d'autres antidotes à partir de son sang. Aidé bon gré mal gré de plusieurs compagnons Warren, Doc, 10 Mille, Addy.

## Distribution

### Acteurs principaux
- Kellita Smith (VF : Sophie Planet) : le lieutenant Roberta Warren
- Keith Allan (VF : Jérôme Keen) : Alvin Bernard Murphy dit « Murphy, le patient 0 »
- Russell Hodgkinson (VF : Gérard Rouzier) : Steven « Doc » Beck
- Nat Zang (VF : Jean-Pierre Leblan) : Thomas « 10 000 »
- Grace Phipps : le sergent Lilley

### Acteurs récurrents
- DJ Qualls (VF : Adrien Solis) : Simon Cruller / « le Citoyen Z »
- Anastasia Baranova (VF : Marie Nonnenmacher) : Addison « Addy » Carver
- Sydney Viengluang : Sun Mei
- Natalie Jongjaroenlarp (VF : Pascale Chemin) : Rouge
- Tara Holt : Lucy Murphy
- Frank Boyd (VF : Brice Ournac) : Dr Harold Teller
- Ramona Young : Kaya
- Darlene Mccarty : Nana
- Michael Berryman : The Founder
- Michael Oaks : Mr. Sunshine
- Kodiak Lopez : JZ

### Invités
- Henry Rollins : Lt. Mueller (épisodes 1 à 3)
- Mark Carr (VF : Sylvain Lemarié) : Sketchy McClane (épisode 10)
- Doug Dawson : Vernon, « Skeezy » (épisode 10)
- Holden Goyette : « l'Enfant sauvage / 5 000 » (épisode 11)

## Production

### Développement
Le 29 novembre 2016, la série a été renouvelée pour une quatrième saison de treize épisodes.

### Casting
En août 2017, les acteurs Kellita Smith, Keith Allan, DJ Qualls, Anastasia Baranova, Russell Hodgkinson et Nat Zang sont confirmés pour reprendre leur rôle principal lors de cette saison.

### Tournage
Le tournage de la quatrième saison a commencé le 8 juin 2017,.

## Liste des épisodes

### Épisode 1:Le Rêve de Warren
- États-Unis /  Canada : 29 septembre 2017[4] sur Syfy / Space
- France : sur Ciné+ Frisson[7]

- États-Unis : 575 000 téléspectateurs[8] (première diffusion)

### Épisode 2:Échapper à Zona
- États-Unis /  Canada : 6 octobre 2017 sur Syfy / Space

- États-Unis : 545 000 téléspectateurs[9] (première diffusion)

### Épisode 3:La Disparition
- États-Unis /  Canada : 13 octobre 2017 sur Syfy / Space

- États-Unis : 576 000 téléspectateurs[10] (première diffusion)

### Épisode 4:Une nouvelle mission: Rester en mouvement
- États-Unis /  Canada : 20 octobre 2017 sur Syfy / Space

- États-Unis : 616 000 téléspectateurs[11] (première diffusion)

### Épisode 5:Les Inconnus
- États-Unis /  Canada : 27 octobre 2017 sur Syfy / Space

- États-Unis : 600 000 téléspectateurs[12] (première diffusion)

### Épisode 6:Le Retour des zombies
- États-Unis /  Canada : 3 novembre 2017 sur Syfy / Space

- États-Unis : 584 000 téléspectateurs[13] (première diffusion)

- Cet épisode est la dernière apparition de l'actrice Tara Holt, qui interprétait le rôle de Lucy, la fille de Murphy.

### Épisode 7:Le Mariage
- États-Unis /  Canada : 10 novembre 2017 sur Syfy / Space

- États-Unis : 650 000 téléspectateurs[14] (première diffusion)

### Épisode 8:Crise de foi
- États-Unis /  Canada : 17 novembre 2017 sur Syfy / Space

- États-Unis : 640 000 téléspectateurs[15] (première diffusion)

### Épisode 9:Pause
- États-Unis /  Canada : 24 novembre 2017 sur Syfy / Space

- États-Unis : 620 000 téléspectateurs[16] (première diffusion)

- Reine Swart (Carly McFadden)

### Épisode 10:Frères ennemis
- États-Unis /  Canada : 1er décembre 2017 sur Syfy / Space

- États-Unis : 520 000 téléspectateurs[17] (première diffusion)

### Épisode 11:Retour à Mercy
- États-Unis /  Canada : 8 décembre 2017 sur Syfy / Space

- États-Unis : 570 000 téléspectateurs[18] (première diffusion)

### Épisode 12:MontWeather
- États-Unis /  Canada : 15 décembre 2017 sur Syfy / Space

- États-Unis : 605 000 téléspectateurs[19] (première diffusion)

### Épisode 13:L'Arc-en-ciel noir
- États-Unis /  Canada : 15 décembre 2017 sur Syfy / Space

- États-Unis : 555 000 téléspectateurs[19] (première diffusion)